# West MacDonnell National Park
West MacDonnell National Park är en nationalpark i Australien.   Den ligger i delstaten Northern Territory, i den centrala delen av landet, 2 000 km nordväst om huvudstaden Canberra. West MacDonnell National Park ligger 867 meter över havet.
Omgivningarna runt West MacDonnell National Park är i huvudsak ett öppet busklandskap.